# Bruno Liljefors
Bruno Andreas Liljefors, né le 14 mai 1860 à Uppsala et mort le 18 décembre 1939 à Stockholm, est un artiste suédois. Il est surtout connu pour ses œuvres représentant la nature et les animaux, en particulier dans des situations dramatiques. Son style se caractérise par un coup de pinceau à la manière impressionniste, qui est devenu courant dans la peinture animalière.

## Biographie

### Formation et débuts
Bruno Liljefors entre en 1879 à l'école préparatoire de l'Académie royale des arts de Suède, qu'il quitte en 1882, à l'instar d'Anders Zorn — tous deux n'appréciant pas le conservatisme de l'enseignement qui y est dispensé. Il se rend à Düsseldorf pour étudier spécifiquement la peinture animalière. Il poursuit son voyage en Haute-Bavière, puis en Italie et enfin à Paris et ses environs.
À Grez-sur-Loing, il retrouve la colonie d'artistes nordiques et s'inspire de leur peinture en plein air et de la mode des estampes japonaises. Dans les années 1880, il fait partie du groupe suédois Opponenterna qui s'oppose à l'enseignement de l'Académie royale des arts de Suède et à son directeur Georg von Rosen.

### Carrière

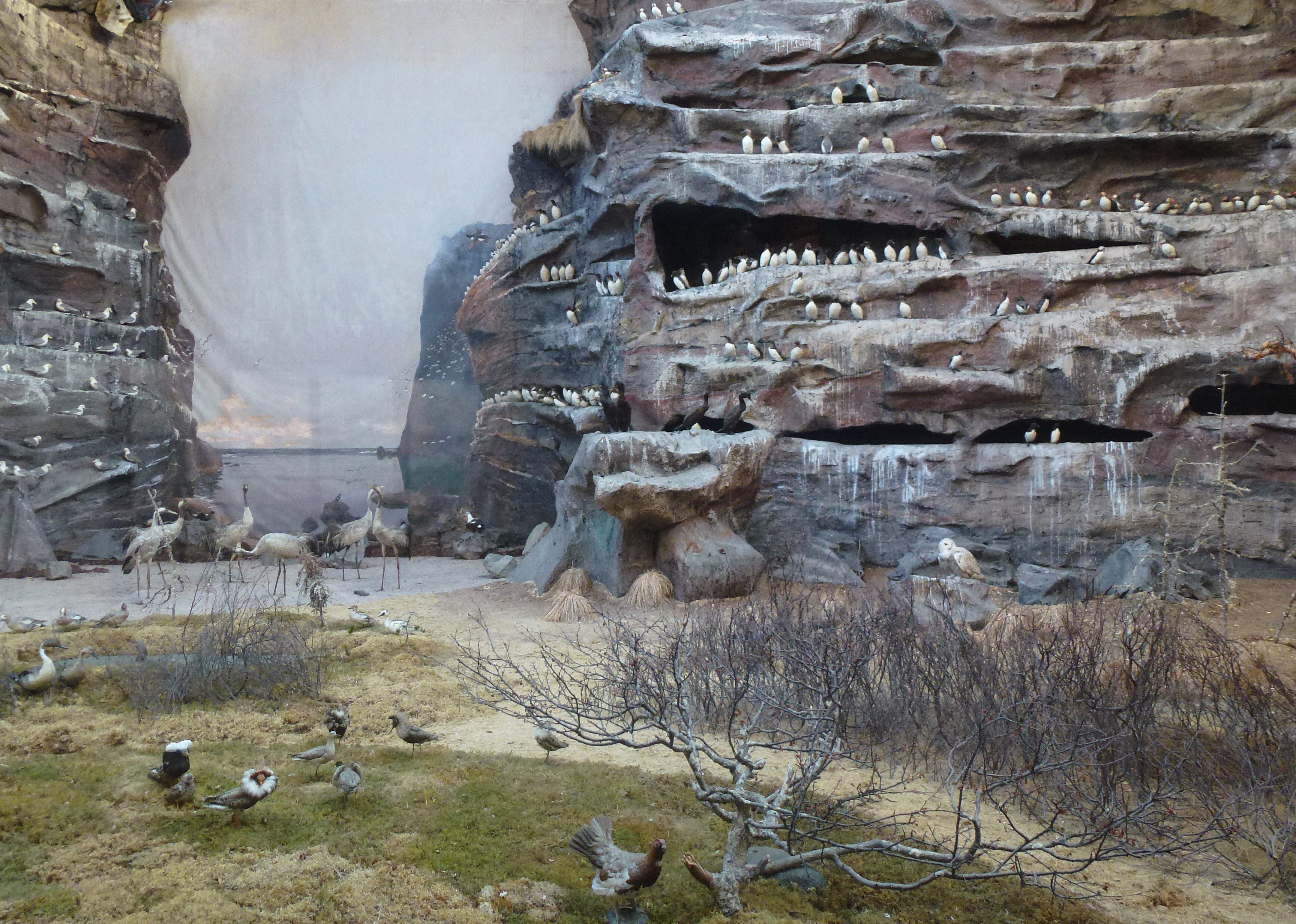
Peintures du musée de biologie de Stockholm.

À l'opposé de la peinture animalière « idyllique » de l'époque, Liljefors décrit le quotidien des animaux sauvages, leurs mouvements, leur anatomie, dans leur milieu naturel. Ses œuvres les plus connues sont Une famille de renards (1886) et Aigles de mer (1897), ainsi que la sculpture Jeux (1930) au stade olympique de Stockholm. Il a aussi peint les paysages du musée de biologie de Stockholm, inauguré en 1893.
À l'exception de l'hiver 1888-89, où il dirige l'école d'art de Göteborg après Carl Larsson, il demeure dans sa région d'origine autour d'Uppsala, avant de s'installer dans l'archipel de Stockholm au cours de l'été 1894.

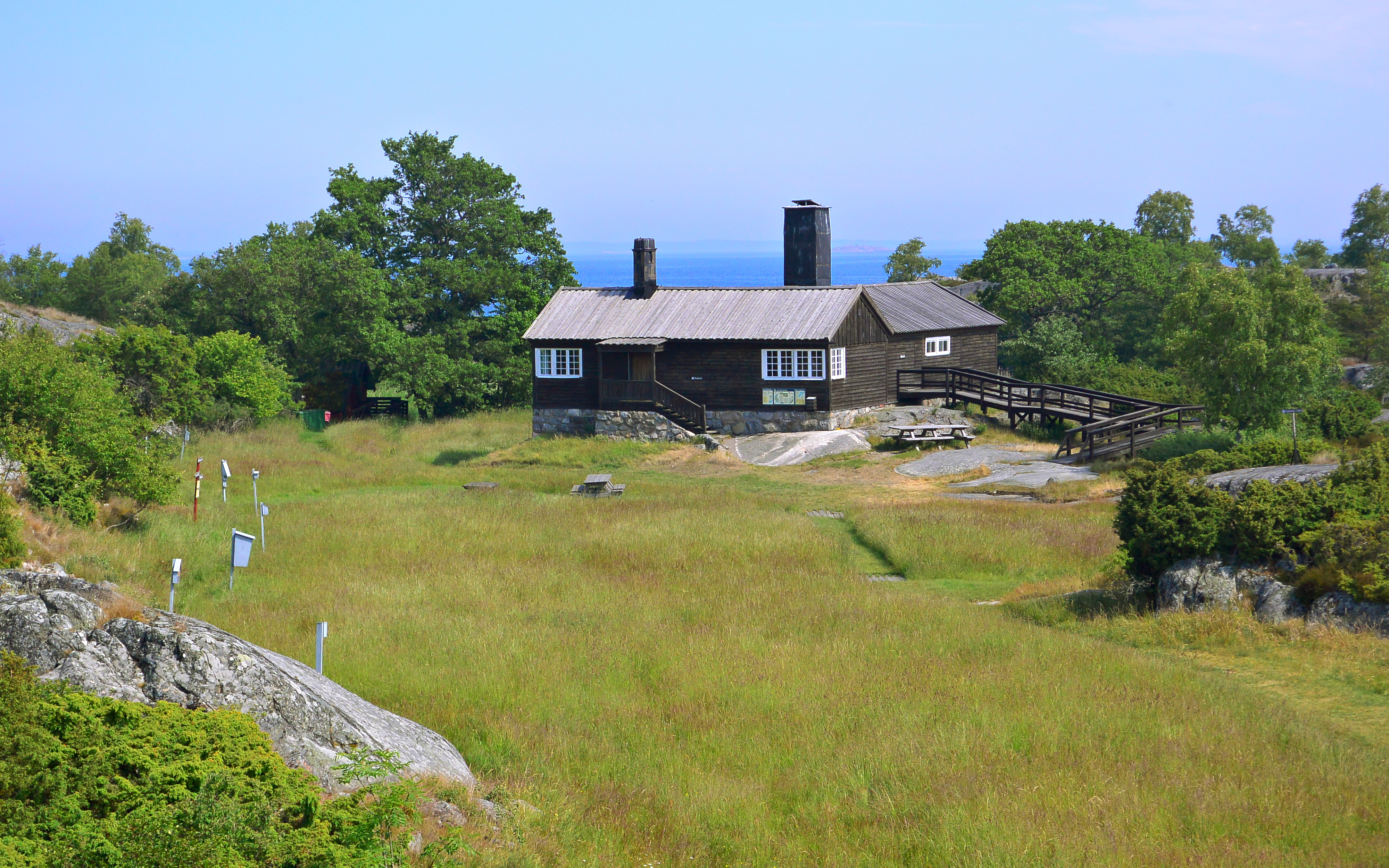
Le pavillon de chasse de Bullerön.

Son atelier est situé à Österbybruk, dans la région d'Uppsala, où il vit et travaille entre 1917 et 1932. Son pavillon de chasse à Bullerön dans l'archipel de Stockholm a été conservé et est ouvert au public.
À partir de 1932, il habite un appartement sur trois étages dans le palais des sports sur l'île de Kungsholmen à Stockholm, où il rédige ses mémoires, Det vildas rike (Le Royaume sauvage), qui sont publiés en 1934.
Aux Jeux olympiques d'été de 1932, il participe à une compétition artistique.

### Distinctions
En 1906, il devient membre de l'Académie des arts de Berlin puis, en 1919, docteur honoris causa à l'université de Rostock.

## Expositions
- Participation à l'exposition de la Swedish-America Art Association à Chicago, 1905.
- « Bruno Liljefors. La Suède sauvage », Paris, Petit Palais[2], du 1er octobre 2024 au 16 février 2025.

## Œuvres (sélection)

Quelques peintures
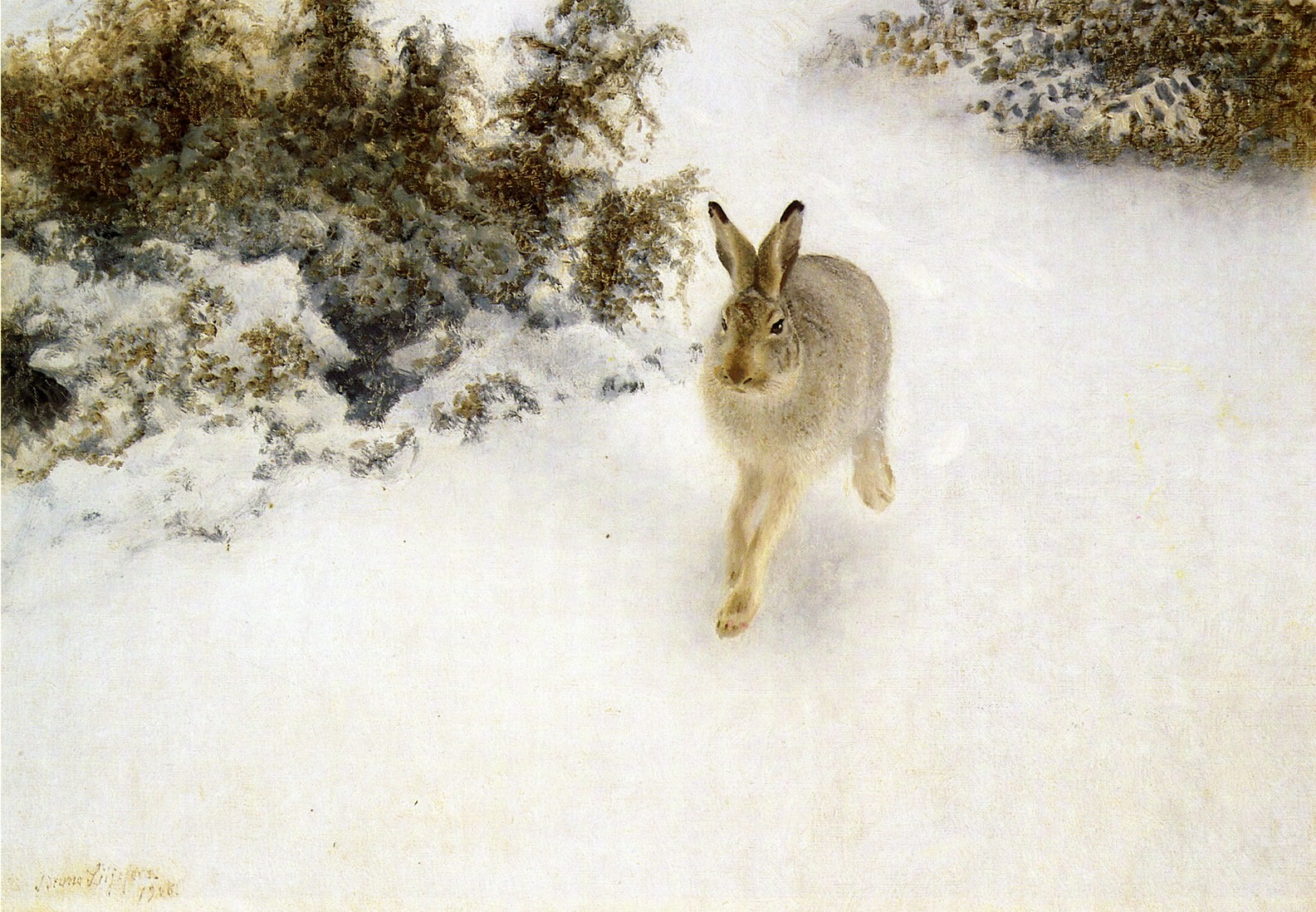
Lièvre d'hiver (1908).
Geais (1886).
Famille de renards (1886).